# العلاقات الفلسطينية الفيتنامية
لقد كانت العلاقات بين فيتنام و‌فلسطين قوية وودية للغاية. وأقامت فيتنام علاقات وثيقة للغاية مع منظمة التحرير الفلسطينية، وكانت من أوائل البلدان التي اعترفت بدولة فلسطين.

## التاريخ
خلال ذروة حرب فيتنام في عام 1968 أقامت جمهورية فيتنام الديمقراطية أو فيتنام الشمالية تحت رئيسها هو تشي منه علاقات دبلوماسية مع منظمة التحرير الفلسطينية. وفي عام 1976، أنشئت بعثة منظمة التحرير الفلسطينية في هانوي ورفع مستواها في وقت لاحق إلى سفارة في عام 1982. وبعد إعلان الاستقلال الفلسطيني، اعترفت فيتنام بفلسطين في 19 نوفمبر 1988، وقد زار الزعيم الفلسطيني ياسر عرفات فيتنام أكثر من 10 مرات. وكانت آخر مرة في أغسطس 1988.

## العلاقات الأخيرة
خلال حرب غزة 2008–2009، أدانت فيتنام «جميع الهجمات العشوائية ضد المدنيين»، وحثت الطرفين علي التماس حل سلمي للنزاع. وقال نائب وزير الخارجية الفيتنامي، «نحن نحث إسرائيل على التوقف عن الاستخدام المفرط وغير المتناسب للقوة، وإنهاء عملياتها العسكرية وسحب قواتها فورًا من غزة». ودعت فيتنام إسرائيل إلى رفع الحصار فورًا والسماح للعاملين في المجال الإنساني الدخول إلى غزة. بعد الغارة التي شنتها على أسطول غزة في 31 مايو 2010، ألغت فيتنام الزيارة المقررة للرئيس الإسرائيلي شمعون بيريز بعد حادث الأسطول. خلال الصراع بين إسرائيل وغزة عام 2014، قال المتحدث باسم وزارة الخارجية لي هاي: "أن فيتنام قلقة بشدة [ك‍] من تصاعد العنف الذي يلحق بالمدنيين خسائر فادحة. ونحن نحث الأطراف المعنية على وقف إطلاق النار، واستئناف المفاوضات ودعم جهود المجتمع الدولي من أجل إحلال السلام والاستقرار في المنطقة قريبًا."